# ベオグラード包囲戦 (1690年)
1690年のベオグラード包囲戦は、大トルコ戦争中に行われた5回目の包囲戦である。
ベオグラードは、1688年9月8日、5週間の包囲戦でバイエルン選帝侯マクシミリアン1世の下でオーストリアが占領した。わずか20日後、フランス王ルイ14世がラインラントに侵攻し、大同盟戦争が勃発した。この侵攻により、皇帝はバルカン半島におけるすべての攻勢を止めて、ライン川に向かって東に軍のほとんどを移動させることになった。大宰相キョプリュリュ・ムスタファ・パシャの下でオスマン帝国が軍を再編して、主導権を取り返すことができた。1690年、オスマン軍がニシュを再占領し、10月2日頃にはベオグラードに到着した。
包囲戦はわずか6日間であり、弾薬庫がオスマン軍の砲撃で爆発すると、オーストリア軍は降伏することを余儀なくされた。
オスマン帝国は、1717年の包囲戦でオーストリアが奪還するまで、ベオグラードを支配した。